# Juan Gardeazabal
Juan Gardeazabal Garay (Bilbao, 1923. november 27. – Madrid, 1969. december 21.) baszk származású spanyol nemzetközi labdarúgó-játékvezető.

## Pályafutása

### Nemzeti játékvezetés
1946-ban vizsgázott. A szerencse is mellé szegődött, mert Pedro Escartín, az egykori világhírű FIFA minősítésű játékvezető felkarolta (mentorálta). 1949-ben lett az I. Liga játékvezetője. A nemzeti játékvezetéstől 1969-ben vonult vissza. Első ligás mérkőzéseinek száma: 233.
Mottója: A síp, mint a vezetés technikai segédeszköze, azért van a kézben - és nem a szájban -, mert az a töredéki idő, amíg a szájához emeli, nagyon jó arra, hogy gyors ellenőrzés alá vethessen egy döntést. És ez általában senkinek sem szokott ártani. Ebben a játékban a technikai eszközök (a síp, a labda, a kapufa, a szögletzászló, a játékvezető, stb.) egyaránt semlegesek. A játékos hibáját megbocsátja a közönség, de a játékvezető legkisebb, vélt vagy valós hibáját soha senki. A játékvezető saját lelkiismerete előtt felelős. * [forrás?]

### Nemzetközi játékvezetés
A Spanyol labdarúgó-szövetség Játékvezető Bizottsága (JB) terjesztette fel nemzetközi játékvezetőnek, a Nemzetközi Labdarúgó-szövetség (FIFA) 1953-tól tartotta nyilván bírói keretében. A FIFA JB központi nyelvei közül a spanyolt beszélte. Több nemzetek közötti válogatott és klubmérkőzést vezetett, vagy működő társának partbíróként segített. Felkészültségét Közép-Amerikában is elismerték, mert az Arthur Ellis és Vincenzo Orlandini társaságában bajnoki mérkőzések vezetésére szerződtették. A spanyol nemzetközi játékvezetők rangsorában, a világbajnokság-Európa-bajnokság sorrendjében az 5. helyet foglalja el 11 találkozó szolgálatával. Az aktív nemzetközi játékvezetéstől 1969-ben búcsúzott. Válogatott mérkőzéseinek száma: 30.
| Időpont        | Helyszín                      | Mérkőzés típusa           | Mérkőzés          | Eredmény | Nézők száma |
| -------------- | ----------------------------- | ------------------------- | ----------------- | -------- | ----------- |
| 1955. május 4. | Hampden Park Stadion, Glasgow | első válogatott mérkőzése | Skócia–Portugália | 3 : 0    | 20 858      |

#### Labdarúgó-világbajnokság
Négy világbajnoki döntőhöz vezető úton Svédországba a VI., az 1958-as labdarúgó-világbajnokságra, Chilébe a VII., az 1962-es labdarúgó-világbajnokságra, Angliába a VIII., az 1966-os labdarúgó-világbajnokságra és Mexikóba a IX., az 1970-es labdarúgó-világbajnokságra a FIFA JB bíróként alkalmazta. Kettő esetben egyes számú partbírónak jelölték, játékvezetői sérülés esetén továbbvezethette volna a találkozót. 1958-ban a legfiatalabb játékvezetőként 24 évesen működhetett. Kettő csoportmérkőzésen és a döntőben volt partbíró. 1962-ben kiegyensúlyozottan, magabiztosan, nagyvonalúan vezette a mérkőzéseket. Egy csoportmérkőzésen kapott partbírói feladatot. A labdarúgó torna egyik legfelkészültebb játékvezetője volt. 1966-ban egy csoportmérkőzésen és az egyik negyeddöntőben szolgált partbíróként. Világbajnokságon vezetett mérkőzéseinek száma: 7 + 6 (partbíró). Rajta kívül 7 mérkőzést – 3 világbajnoki részvétellel – csak  három játékvezető: John Langenus (1930-1938), Mervyn Griffiths (1950-1958) és Ali Búdzsszajm (1994-2002) teljesített.

##### 1958-as labdarúgó-világbajnokság

###### Világbajnoki mérkőzés
| Időpont          | Helyszín                          | Mérkőzés típusa              | Mérkőzés                     | Eredmény | Nézők száma |
| ---------------- | --------------------------------- | ---------------------------- | ---------------------------- | -------- | ----------- |
| 1958. május 8.   | Idrottsparken Stadion, Norrköping | csoportmérkőzés (2. csoport) | Franciaország–Paraguay       | 7 : 3    | 16 000      |
| 1958. június 19. | Idrottsparken Stadion, Norrköping | egyik negyeddöntő            | Franciaország–Észak-Írország | 4 : 0    | 12 000      |

##### 1962-es labdarúgó-világbajnokság

###### Világbajnoki mérkőzés
| Időpont         | Helyszín                  | Mérkőzés típusa              | Mérkőzés              | Eredmény | Nézők száma |
| --------------- | ------------------------- | ---------------------------- | --------------------- | -------- | ----------- |
| 1962. május 30. | Braden Stadion, Rancagua  | csoportmérkőzés (4. csoport) | Argentína–Bulgária    | 1 : 0    | 7 000       |
| 1962. június 3. | Braden Stadion, Rancagua  | csoportmérkőzés (4. csoport) | Magyarország–Bulgária | 6 : 1    | 7 000       |
| 1962. június 16 | Nemzeti Stadion, Santiago | bronztalálkozó               | Chile–Jugoszlávia     | 1 : 0    | 67 000      |

##### 1966-os labdarúgó-világbajnokság

###### Selejtező mérkőzés
| Időpont          | Helyszín                   | Mérkőzés típusa           | Mérkőzés               | Eredmény | Nézők száma |
| ---------------- | -------------------------- | ------------------------- | ---------------------- | -------- | ----------- |
| 1965. január 24. | Nemzeti Stadion, Lisszabon | előselejtező (4. csoport) | Portugália–Törökország | 5 : 1    | 33 237      |

###### Világbajnoki mérkőzés
| Időpont          | Helyszín                             | Mérkőzés típusa              | Mérkőzés                 | Eredmény | Nézők száma |
| ---------------- | ------------------------------------ | ---------------------------- | ------------------------ | -------- | ----------- |
| 1966. július 12. | Ayresome Park Stadion, Middlesbrough | csoportmérkőzés (D. csoport) | Szovjetunió–Észak-Korea  | 3 : 0    | 22 000      |
| 1966. július 23. | Roker Park Stadion, Sunderland       | egyik negyeddöntő            | Szovjetunió–Magyarország | 2 : 1    | 27 000      |

##### 1970-es labdarúgó-világbajnokság
A negyedik világbajnokságra készült Mexikóba, de 46 éves korában tragikus hirtelenséggel elhunyt.

###### Selejtező mérkőzés
| Időpont           | Helyszín                      | Mérkőzés típusa                     | Mérkőzés        | Eredmény | Nézők száma |
| ----------------- | ----------------------------- | ----------------------------------- | --------------- | -------- | ----------- |
| 1969. május 18.   | Városi Stadion, Casablanca    | CAF) zóna második kör (1. mérkőzés) | Marokkó–Tunézia | 0 : 0    |             |
| 1969. április 16. | Hampden Park Stadion, Glasgow | előselejtező (7. csoport)           | Skócia–NSZK     | 1 : 1    | 27 000      |

#### Labdarúgó-Európa-bajnokság
Az európai-labdarúgó torna döntőjéhez vezető úton Franciaországba az I., az 1960-as labdarúgó-Európa-bajnokságra és Olaszországba a III., az 1968-as labdarúgó-Európa-bajnokságra az UEFA JB játékvezetőként foglalkoztatta.

##### 1960-as labdarúgó-Európa-bajnokság

###### Selejtező mérkőzés
| Időpont          | Helyszín                | Mérkőzés típusa           | Mérkőzés       | Eredmény | Nézők száma |
| ---------------- | ----------------------- | ------------------------- | -------------- | -------- | ----------- |
| 1959. június 28. | As Antas Stadion, Porto | előselejtező (2. mérkőzés | Portugália–NDK | 3 : 2    | 19 000      |

##### 1968-as labdarúgó-Európa-bajnokság

###### Selejtező mérkőzés
| Időpont          | Helyszín                 | Mérkőzés típusa           | Mérkőzés              | Eredmény | Nézők száma |
| ---------------- | ------------------------ | ------------------------- | --------------------- | -------- | ----------- |
| 1967. október 8. | Heysel Stadion, Brüsszel | előselejtező (7. csoport) | Belgium–Lengyelország | 2 : 4    | 35 897      |

#### Nemzetközi kupamérkőzések
Vezetett kupadöntők száma: 1.

##### Interkontinentális kupa
| Időpont           | Helyszín                      | Mérkőzés típusa     | Mérkőzés                                       | Eredmény | Nézők száma |
| ----------------- | ----------------------------- | ------------------- | ---------------------------------------------- | -------- | ----------- |
| 1967. október 18. | Hampden Park Stadion, Glasgow | döntő első mérkőzés | Celtic FC–Racing Club de Avellaneda (argentin) | 1 : 0    | 103 000     |

#### A magyar labdarúgó-válogatott mérkőzései (1902–1929)
| Időpont            | Helyszín                       | Mérkőzés típusa          | Mérkőzés                   | Eredmény | Nézők száma |
| ------------------ | ------------------------------ | ------------------------ | -------------------------- | -------- | ----------- |
| 1962. november 11. | Yves-du-Manoir Stadion, Párizs | 391. válogatott mérkőzés | Franciaország–Magyarország | 2 : 3    | 35 136      |

## Sikerei, díjai
Az 1962-es chilei világbajnokságon mutatott játékvezetői teljesítményének elismeréseként a FIFA jelen lévő vezetője, Stanley Rous (angol) Ezüst Síp elismerésben részesítette. Halálát követően szakmai munkájának elismeréseként hazájában, Bilbaoban utcát neveztek el róla.

## Külső hivatkozások
- Juan Gardeazabal. World Referee. [2012. szeptember 28-i dátummal az eredetiből archiválva]. (Hozzáférés: 2012. augusztus 21.)
- Juan Gardeazabal. zerozerofootball.com. (Hozzáférés: 2012. augusztus 21.)
- Juan Gardeazabal Garay. footballdatabase.eu. (Hozzáférés: 2012. augusztus 21.)
- Juan Gardeazabal. scoreshelf.com. [2016. március 11-i dátummal az eredetiből archiválva]. (Hozzáférés: 2010. december 21.)
- Juan Gardeazabal Garay. eu-football.info. (Hozzáférés: 2012. augusztus 21.)
- Juan Gardeazabal. worldfootball.net. (Hozzáférés: 2010. december 21.)

| Elődje: Concetto Lo Bello | Interkontinentális kupa döntő 1967 | Utódja: Esteban Marino |